# 北方地域
北方地域（ほっぽうちいき）とは、北海道本島の東の沖合いに位置する歯舞群島、色丹島、国後島、択捉島の島々に対する日本の法律内での用語である。一般的には「北方領土」「北方四島」と呼ばれることが多い。
4島はかつてアイヌなどの先住民が居住する島々であったが、1855年から日本の領土となり、1945年以降はソビエト連邦が、1991年以降は同国を引き継いだロシア連邦の領土として占領を行っている。それに対して日本国政府が領有権を有すると主張し、返還を求めるという北方領土問題が生じている。この領土問題についての詳細は当該記事を参照。
なお、第二次世界大戦前の日本において「北方領土」とは、単に「北の領土」という意味で樺太、千島列島、北海道周辺などを指していた。また、4島が千島列島に含まれるという立場からは「南千島」が同義語として用いられるが、「南千島」には歯舞群島と色丹島を含まないことがある。
ロシアでは、クリル列島（千島列島）の一部として「南クリル列島（露: Южные Курильские острова）」と呼ばれる。
本記事では単に「4島」とも記し、4島の概況について記載する。

## 地理

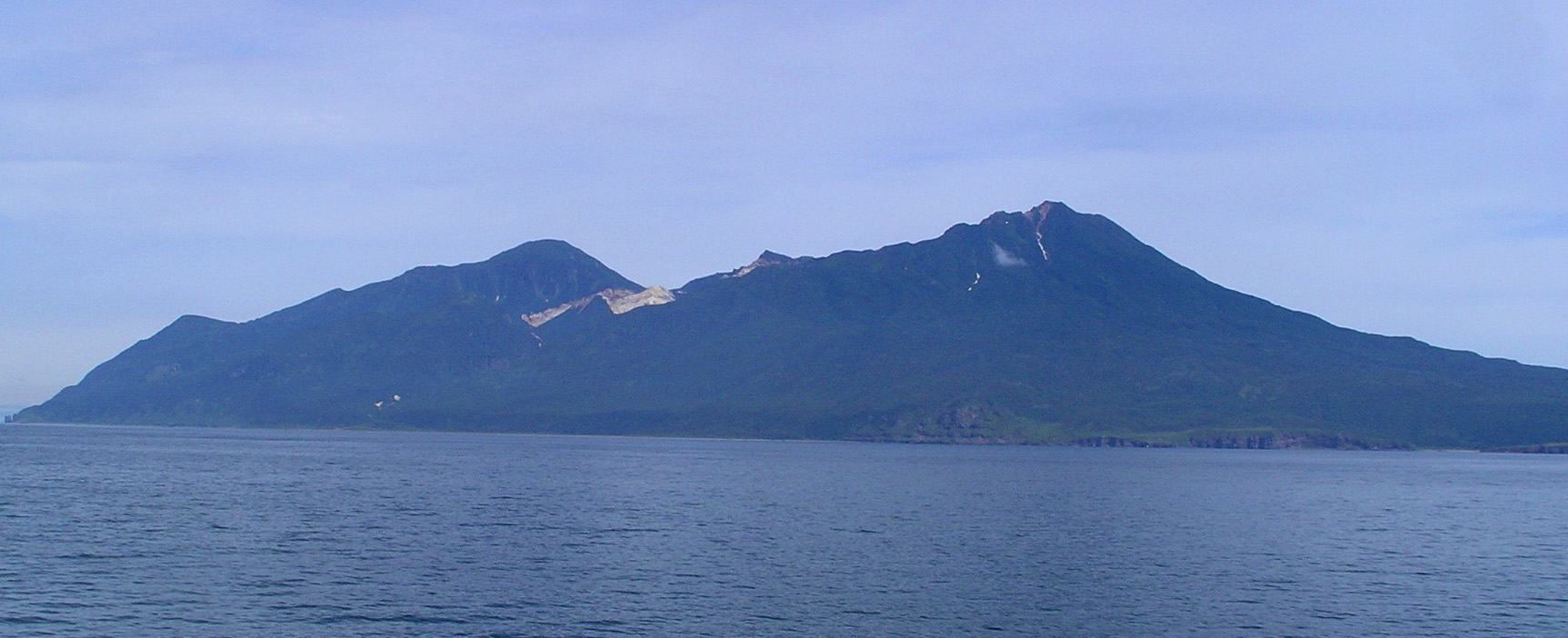
択捉島の散布山と北散布山

### 位置

#### 日本目線
4島は日本の北海道東部の根室半島や知床半島、野付半島から根室海峡を隔てた東北方面に位置する。
4島の先には得撫（ウルッブ）島や幌筵（パラムシル）島といった千島列島（クリル列島）の島々が北東に向かって伸び、その先にはロシアのカムチャツカ半島がある。

#### ロシア目線
4島はロシアのカムチャツカ半島の南西方面へ点在するクリル列島（千島列島）の南西端に位置する。
クリル列島のうちウルップ（得撫）島から択捉水道を隔てた先が4島であり、4島の先には日本の北海道本島がある。

#### 海域
4島はオホーツク海と太平洋との境界線を構成している。
4島およびカムチャツカ半島、千島列島、根室半島よりも北西側の海がオホーツク海、南東側が太平洋である。

#### 所属
なお、4島が「千島列島（クリル列島）」に含まれるか否かについて、立場によって見解が異なる。ロシアは含まれると主張し、日本は含まれない（北海道本島の属島）と主張しているが、戦前の地図には国後島まで明らかに千島列島に含まれていると解釈できるものがある。
詳細は「北方領土問題#サンフランシスコ平和条約とその解釈」記事を参照。

### 住民
近代以前には、主にアイヌなどの先住民が居住していた。
1855年から1945年までは日本（江戸幕府 → 大日本帝国）が統治し、日本国民が居住していた。1945年（昭和20年）8月15日時点で、人口は17,291人であった。
1945年から現在まではロシア（ソビエト連邦 → ロシア連邦）が統治し、ロシア国民（露: россияне）が居住している。2018年時点で、人口は18,010人であった。

### 統計
4島の統計情報は以下である。
| 画像 | 名称     | 面積 (km2) | 人口（1945年） | 人口 (2018年) | 最高点 （m） | 山頂名   | 座標                                                    |
| ---- | -------- | ---------- | -------------- | ------------- | ------------ | -------- | ------------------------------------------------------- |
|      | 択捉島   | 3,167.7    | 3,608 人       | 6,049 人      | 1,634        | 単冠山   | 北緯45度02分 東経147度37分 / 北緯45.033度 東経147.617度 |
|      | 国後島   | 1,489      | 7,364 人       | 8,531 人      | 1,822        | 爺爺岳   | 北緯44度07分 東経145度51分 / 北緯44.117度 東経145.850度 |
|      | 色丹島   | 250.6      | 1,038 人       | 3,070 人      | 412.6        | 斜古丹山 | 北緯43度48分 東経146度45分 / 北緯43.800度 東経146.750度 |
|      | 歯舞群島 | 91.3       | 5,281 人       | 0 人          | 45           | -        | 北緯43度30分 東経146度8分 / 北緯43.500度 東経146.133度  |
| 合計 | 合計     | 5,003.1    | 17,291 人      | 18,010 人     | 1,822        | 爺爺岳   | -                                                       |

### 面積
国後島は沖縄本島よりも大きく、また択捉島は東京都や大阪府、神奈川県、香川県、佐賀県よりも大きい。
4島を合計すると約5,000 km2 に達する。これは福岡県や京都府、埼玉県、石川県、長崎県などの19もの都府県よりも大きく、愛知県や千葉県とほぼ等しい。また東京都と大阪府を合わせた面積または東京都と神奈川県を合わせた面積よりも大きい。
4島を日本国の領土とみなす場合、日本国を構成する島々のうち本州、北海道、九州、四国の次に大きい島が択捉島であり、択捉島は日本最大の離島となる。その次に大きい島が国後島、さらに次がようやく沖縄本島となる。

### 距離

#### 日本から
日本の北海道本島から4島で最も近い歯舞群島のうち、最も本島側にある貝殻島は、北海道根室市の東端である根室半島の納沙布岬から沖合わずか3.7キロメートル（km）地点に位置する。歯舞群島のうち最大の志発島は納沙布岬から25.5kmである。
また色丹島は納沙布岬から73.3 km、択捉島は144.5 kmの距離である。
さらに4島で2番目に大きい国後島は北海道の野付半島からわずか16.0 km地点に位置する。標津町にある北方領土館からは天候の良い日には国後島を眺めることができる。

#### ロシアから
ロシアのウルップ（得撫）島から4島で最も近い択捉島は、ウルップ島の西端から沖合に約40 km地点に位置する。ウルップ島から最も遠い歯舞群島の貝殻島までは約370 kmの距離である。

### 気候
4島の気候は周囲の海流によって季節ごとに大きく影響される。

#### 気温
4島は海洋気象の影響を受けて寒暑の差が小さく、冬でも寒さはそう厳しくない。冬の平均気温は零下5℃か6℃程度で、根室市周辺とほぼ等しい。
一方、夏は冷涼である。月平均気温が10℃以上になるのは6月から10月までであり、最も高い8月でさえ平均16℃程度にとどまる。これは海霧のために日照時間が少なく、さらに海から冷たい風が吹いてくるためである。
また、4島で最も北東にある択捉島の紗那測候所での観測記録（1930年〜1932年）では、年平均気温は3℃から5℃であり、月平均の日間最低気温が零下5℃以下の月は12月から3月までの4か月間、月平均の日間最高気温が10℃以上の月は6月から10月までの5か月間であった。

#### 風雪
4島では年間を通じて風が多い。特に冬には雪を伴う風が何日間も続くことがあり、1か月のうち暴風の日が20日ほどもある。しかし積雪量はそれほど多くなく、平均0.5 m程度である。
降雪期は11月から5月上旬までで、流氷は2月と3月に多くなる。4島の北西側のオホーツク海側では1月から3月に海岸が結氷するが、南東側の太平洋側の海岸は結氷しない。
降雨量は年間1,200mm前後である。

#### 千島列島との比較
4島の間での気候の差は小さいが、択捉島より北東にある千島列島の得撫島から先の島々は気候がやや厳しくなる。
4島を千島列島（クリル列島）の一部とみなす場合、4島は列島内では最も暖かい夏を持ち、植生に富み、居住や農業に適している。これは周囲に暖流が流れることによる。気候はウシの飼育にも適するが、夏に雨や曇りが多いために島内で飼料を調達することは難しい。

### 植生
日本政府によれば、「4島の動植物の分布は北海道本島のそれと全く同じであり、4島より北の島々のそれとは異なる」という。
この境界線（択捉島と得撫島との境界）は「宮部ライン」と呼称される。この線より南側は「東亜温帯地方」として日本の中北部植物帯の北限となっており、この線より北側は亜寒帯である「カムチャツカ南西地方（アリューシャン列島を含む）」に属すると、1930年代初期に日本の研究者が主張した。
たとえば森林相について、「宮部ライン以南は喬木林、特に針葉喬木林が発達して北海道に類似しており、とくに国後島の林相が北海道に酷似している。これに対して宮部ライン以北は灌木林形をなすなど、両者の間には顕著な相違がある」と日本政府は述べている。
北海道本島でみられるエゾマツやトドマツは4島で最北の択捉島にまで分布しているが、得撫島より北の島々ではみられないという。

### 動物
日本政府によれば、「動物の分布も4島のうちの国後島のそれは北海道本島と一致しており、択捉島でもおおむね北海道と等しい」という。4島には北海道本島でも多くみられるキタキツネやヒグマ、クロテン、エゾライチョウ、クマゲラなどの哺乳類や鳥類が生息する。
ほか、4島はカムチャツカ半島で繁殖した渡り鳥の通り道にあたるため、エトピリカやオジロワシや、ウトウなどの珍しい鳥もみられる。特にエトピリカは北方四島交流事業の船舶の名称に採用されたほか、日本による北方領土のイメージキャラクターのモチーフに用いられている。
また、4島の近海は世界の3大漁場のひとつに数えられるほど魚類が豊富である。サケやマス、ニシン、カニ、エビ、貝などの寒流系の魚介類が多く生息する。これらの魚介類を捕食するトドやオットセイ、アザラシなどの海獣類も多くみられる。

## 歴史
4島はかつて先住民が暮らす島であり、のちに日本とロシアとが領有権を争った。詳細は下記記事を参照のこと。

## 日本での行政

### 範囲
「北方地域」の範囲は、1959年の日本の法律である「内閣府設置法第四条第一項第十三号に規定する北方地域の範囲を定める政令」（昭和34年政令第33号）では「歯舞群島、色丹島、国後島、択捉島及び内閣総理大臣が定めるその他の北方の地域」と規定された。
また、1977年の法律である「北方領土問題等の解決の促進のための特別措置に関する法律」（昭和57年法律第87号）2条1項では「歯舞群島、色丹島、国後島及び択捉島」と規定された。

### 行政区分
歯舞群島は根室市の一部、色丹島は色丹郡色丹村、国後島は国後郡泊村・同郡留夜別村、択捉島は択捉郡留別村・紗那郡紗那村・蘂取郡蘂取村と1市6村にまたがり、全域北海道根室振興局（旧・根室支庁）の所管区域である。
なお、国勢調査においては、北方地域について日本の実効支配が現状で及んでいない状況にあるため、調査の対象地域から除外されている（国勢調査施行規則第1条第1号）。

### 行政機能
「北方領土問題等の解決の促進のための特別措置に関する法律」11条には、北方地域の村の長の権限に属する事務に関する定めがある。
同条によれば、「歯舞群島を除く北方地域に本籍を有する者についての戸籍事務等および北方地域の村の長の権限に属する事務は、当分の間、法務大臣・総務大臣・北海道知事等が北方領土隣接地域の市又は町の長のうちから指名した者が管掌する」とされ、実際には根室市長が指名されている。
なお、「北方領土隣接地域」とは、「北海道根室市（歯舞群島の区域を除く。）、野付郡別海町、標津郡中標津町、同郡標津町及び目梨郡羅臼町の区域」をいう（同法2条2項）。
また、次のような法令も発行されている。
- 北方地域に本籍を有する者についての住民基本台帳法第九条第二項の規定による通知及び同法第三章に規定する戸籍の附票に関する事務を管理する者の指名（昭和58年3月1日法務省、自治省告示第1号）

- 北方地域に本籍を有する者についての戸籍事務管掌者の指名（昭和58年3月1日法務省告示第63号）

## ロシアでの行政

### 行政区分
ロシア連邦では、南クリル諸島（4島）を含むクリル列島（千島列島）の全島が同国の極東連邦管区・サハリン州に所属する。
4島のうち択捉島のみが「クリル管区（露: Курильский городской округ）」に属し、国後島・色丹島・歯舞群島は「南クリル管区（露: Южно-Курильский городской округ）」に属する。
なお、歯舞群島には定住する住民がいないため、択捉島・国後島・色丹島の3島のみを挙げて「南クリル諸島」と表記することがある。

### 範囲
ロシア連邦では、千島列島を「クリル列島（露: Кури́льские острова́）」と呼び、4島をクリル列島のうちの「南クリル諸島（露: Южные Курильские острова）」と呼ぶ。
クリル列島の中でも最北東端の占守（シュムシュ）島から、最西端の択捉島・国後島までを「大クリル列島」とし、また色丹島と歯舞群島の2島を「小クリル列島（小千島列島）」と分類している。
なお、日本国政府の見解では4島を「千島列島」の中に含まない。詳細は北方領土問題#サンフランシスコ平和条約とその解釈を参照のこと。

## 関連法令
- 北方領土問題等の解決の促進のための特別措置に関する法律
- 北方地域旧漁業権者等に対する特別措置に関する法律